# Étoile variable de type T Tauri

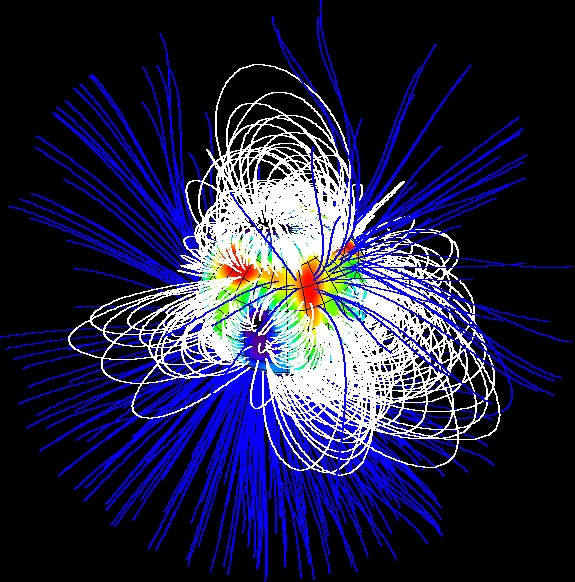
Le champ magnétique stellaire de surface (carte couleur-codée sur la sphère) de SU Aur, une jeune étoile de type T Tauri, imagé par Zeeman-Doppler, puis reconstruit (lignes de champ).

Les (étoiles) variables de type T Tauri, ou simplement étoiles T Tauri, sont des étoiles variables, nommées d'après l'étoile prototype T Tauri. Elles sont toujours situées auprès des nuages moléculaires et caractérisées par des variations brusques et imprévisibles de leur magnitude apparente.

## Historique
Les étoiles T Tauri ont été « découvertes » par Alfred H. Joy, astronome à l'observatoire du mont Wilson, en 1945,.

## Principales caractéristiques
Les étoiles T Tauri sont parmi les plus jeunes qu'il soit possible de voir, âgées de 10 millions d'années au maximum, et avec une masse inférieure à 3 masses solaires. Elles sont en fait dans une phase intermédiaire entre le stade de proto-étoile et celui d'étoile de faible masse appartenant à la séquence principale, tel que le Soleil. Leur température de surface est similaire à celle des étoiles de même masse de la séquence principale, mais elles sont beaucoup plus lumineuses à cause de leur rayon nettement plus grand. La température au centre de l'étoile est trop faible pour démarrer le processus de fusion nucléaire de l'hydrogène, elle tirent donc leur énergie uniquement de l'énergie gravitationnelle libérée alors que l'astre se contracte, pour finalement atteindre la séquence principale après environ 100 millions d'années.
Ce type d'étoile est souvent entouré d'un disque d'accrétion, accumulé pendant le processus de formation de l'étoile. Les variations de luminosité de l'étoile peuvent être dues à des instabilités à l'intérieur du disque d'accrétion, à de violentes bouffées d'activité dans l'atmosphère de l'étoile, ou bien au nuage de gaz moléculaire environnant qui peut masquer l'éclat de l'étoile en s'interposant entre elle et l'observateur.
Ces étoiles tournent généralement sur elles-mêmes en 1 à 12 jours, le Soleil ayant par comparaison une période de rotation d'un mois. Il semble également y avoir des preuves de l'existence de taches stellaires à la surface (similaires aux taches solaires), et ces étoiles émettent de façon intense et très variable dans les domaines des ondes radio et des rayons X (approximativement 1000 fois plus que le Soleil). Le vent stellaire produit par ces étoiles est lui aussi très puissant.
Le spectre des étoiles T Tauri montre qu'elles sont plus riches en lithium que les étoiles de la séquence principale telles que le Soleil, ce qui est caractéristique de leur jeunesse, le lithium étant détruit lorsque la température dépasse 2,5 millions de kelvins.
Il existe deux types principaux dans la classe des variables T Tauri, différenciés par les caractéristiques de leurs spectres électromagnétiques : les T Tauri classiques (classical T Tauri stars, CTTS), qui possèdent un disque d'accrétion, et donc des raies d'émission larges, et les T Tauri à raies faibles (Weak-line T Tauri stars, WTTS), dont le disque d'accrétion est très ténu voire inexistant (Naked T Tauri stars, NTTS), caractérisées par des raies spectrales fines et bien différenciées. Les étoiles de ce deuxième type sont très intéressantes pour les astronomes, car elles permettent d'observer et d'étudier les premiers stades de la formation des étoiles, sans « pollution » par d'autres matières environnantes.
L'étoile T Tauri la plus proche du système solaire est TW Hydrae, située à 176 années-lumière.
Des objets Herbig-Haro sont souvent associés aux variables T Tauri.